# Renbergstjärnen (Degerfors socken, Västerbotten, 716364-169216)
Renbergstjärnen är en sjö i Vindelns kommun i Västerbotten och ingår i Sävaråns huvudavrinningsområde.